# Cigedug (plaats)
Cigedug is een bestuurslaag in het regentschap Garut van de provincie West-Java, Indonesië. Cigedug telt 10.198 inwoners (volkstelling 2010).